# ژانگ گوانگدا
ژانگ گوانگدا (張廣達) تولد ۲۷ مه ۱۹۳۳، در شهرستان چینگ، هبی، چین به دنیا آمد، او تاریخ‌دان و محقق برجسته جاده ابریشم بود و در تاریخ سلسله‌های سوئی و دودمان تانگ، تاریخ آسیای مرکزی و آسیایی و سینولوژی تخصص داشت.
در سال ۱۹۵۳، پس از فارغ‌التحصیلی از دانشگاه، در گروه تاریخ دانشگاه پکن ماند و به عنوان استادیار تاریخ باستان جهان کار کرد و تعداد زیادی مقاله از مجلات «مسائل تاریخی» و «پژوهش تاریخ باستان» شوروی را ترجمه کرد.
در ۲۵ ژوئن ۱۹۸۹ به عنوان نماینده چین برای شرکت در کنفرانس یونسکو در مورد تاریخ آسیای مرکزی به فرانسه رفت و بعداً در فرانسه اقامت گزید. او در بسیاری از دانشگاه‌ها و موسسات تحقیقاتی از جمله دانشگاه ژنو در سوئیس، کالج دو فرانس در فرانسه، دانشگاه ییل و دانشگاه پرینستون در ایالات متحده تدریس کرده است.

## آثار
- بازخوانی سنگ نوشته دوزبانه خانواده سو لیانگ ژائو ما در اواخر دوره تانگ تحقیقات مطالعات ژاپنی ۱۰، ۲۰۰۲، صفحات ۱–۲۲.  یوشیدا یوتاکا  نوشته است «اکثر محققان پیش از این، بدون هیچ مدرکی، فرض می‌کردند که بانو سو لیانگ که نام او در سنگ‌نگاره مقبره دو زبانه پهلوی-چینی در شی‌آن از نوادگان یک خانواده سلطنتی ساسانی بود که در زمان سقوط امپراتوری ساسانی به چین گریختند. برای مثال، ژانگ گوانگدا، محقق چینی برجسته مطالعات جاده ابریشم، و شاگردش رونگ سین کیانگ این ایده را دارند.»